# Clifford Bourland
Pour les articles homonymes, voir Bourland.
Clifford Frederick Bourland, dit Cliff Bourland, né le 1er janvier 1921 à Los Angeles et mort le 1er février 2018 à Santa Monica, d'une pneumonie, est un athlète américain d'un mètre 83 qui fait partie du relais victorieux sur 4 × 400 aux Jeux olympiques d'été de 1948.

## Palmarès

### Jeux olympiques
- Jeux olympiques de 1948 à Londres ( Royaume-Uni) 
  - 5e sur 200 m
  -  Médaille d'or en relais 4 × 400 m